# Propadieno
Propadieno é o composto orgânico de fórmula H2C=C=CH2.É o aleno mais simples, um composto com ligações C=C consecutivas. Um nome comum para o propadieno é aleno.Como um constituinte do gás MAPP (metil acetileno e propadieno), é usado como combustível para soldagem especializada.

## Produção e equilíbrio com propino
Propadieno existe em equilíbrio com propino.
H3CC≡CH  ⇌  H2C=C=CH2
Keq = 0.22 (270 °C),  0.1 K (5 °C) MAPP é produzido como um produto secundário, muitas vezes indesejado, é produzido no cracking do propano para produzir propeno, uma importante matéria prima na indústria química.MAPP interfere na polimerização catalítica do propeno.